# いすゞ・ヒルマンミンクス
ヒルマンミンクス（Hillman Minx）は、いすゞ自動車がイギリスのルーツ・グループと提携し、CKD（完全ノックダウン生産）でかつて製造販売していた自動車である。

## 概要
トラック・バス専業メーカーだったいすゞが乗用車分野に進出すべく、1953年（昭和28年）にイギリスの自動車メーカーであるルーツ・グループと技術提携を結び、中型車「ヒルマン・ミンクス」のノックダウン生産を開始した。ラインナップにはセダンのスーパーデラックス、スタンダードの他に、2ドアのライトバン（ワゴン型）であるヒルマンエキスプレスがあった。ボディの製造は当時の三菱日本重工業（現・三菱重工業）が担当していた。
ルーツにおけるヒルマンは大衆車 - 中級車クラスを担うブランドであり、ミンクスも本国イギリスではファミリーカーという位置づけであったが、日本ではスポーティな高性能車として人気を博し、特に加速性や操縦性で高い評価を受けた。
2代合計生産台数は5万7729台。生産終了後も、「ミンクス」の名称は初代ジェミニのグレード名としてしばらく使用されていた。

## 歴史

### 初代　PH10型（1953年-1956年）
- 1953年（昭和28年）11月 - ミンクスMk VIのCKD組み立て車を発売。
- 1954年（昭和29年）7月 - 初めてのマイナーチェンジを行なう。
- 1955年（昭和30年）7月 - マイナーチェンジを行ない、エンジンをSVの1,300 ccからOHVの1,400 ccに変更。
- 1956年（昭和31年）2月 - マイナーチェンジ。

### 2代目　PH100型（1956年-1964年）
エンジンも改良が進み、低回転域のトルクを増し、扱いやすさが向上した。レイモンド・ローウィ事務所による品の良いスタイリングによって当時のオーナードライバーからの人気も高く、車格上の後継車となるベレルや、量販小型車（いわゆる大衆車）のベレットがそれぞれいすゞの自社開発で登場した後も、1964年（昭和39年）まで生産が継続された。
いすゞの生産工程における品質管理水準は、当時すでに相当高度になっていたようで、1958年（昭和33年）4月に訪日した際にいすゞ製ミンクスを実見したイギリスの自動車評論家ロナルド・バーカーは、イギリス本国製のミンクスと比較して「日本製の方が細部の仕上げとたてつけがよいように見受けられた」と後年記述している。
- 1956年（昭和31年）9月 - ミンクスMkVIIIのノックダウン生産開始。徐々に国産化率を高め、翌年には国産化が完了。
- 1958年（昭和33年）1月 - 一部改良。パワーアップし、スーパーDX追加。
  - 3月 - Std（スタンダード）を追加。
  - 6月 - マイナーチェンジ。ヒルマン50周年記念車ジュビリーを追加。
- 1959年（昭和34年）10月 - マイナーチェンジで1,500 ccへ排気量アップ。
- 1960年（昭和35年）10月 - ハイスタイルを追加。
- 1961年（昭和36年）10月 - マイナーチェンジ。
- 1962年（昭和37年）10月 - 一部改良。
- 1963年（昭和38年）4月 - パワーアップ。
- 1964年（昭和39年）
  - 4月 - 生産終了。
  - 6月 - 販売終了。